# Drago Bajt
Drago (Dragomil) Bajt [drágo (drágomil) bájt], slovenski literarni zgodovinar, prevajalec, esejist, publicist, literarni kritik, urednik, leksikograf in ugankar, * 7. februar 1948, Ljubljana.

## Življenje
Bajt izhaja iz Rovt v Selški dolini. V letih 1958–62 je obiskoval gimnazijo v Škofji Loki, nato je šolanje nadaljeval na ljubljanski Filozofski fakulteti, kjer je leta 1971 uspešno diplomiral iz primerjalne književnosti, 1974 pa še iz rusistike. Na Radiu Ljubljana je bil 11 let zaposlen v kulturno-literarnem uredništvu (1977–88), nato pa do 1995 urednik knjižnega programa pri Tehniški založbi Slovenije. Naslednje leto se je zaposlil pri založbi Mladinske knjige kot urednik za leksikografijo in to službo opravljal do leta 2004, nato je bil do upokojitve 2008 urednik pri založbi Nova revija.

## Strokovna področja
Dejaven je pri Društvu slovenskih književnih prevajalcev, Novi reviji (od leta 1982 izvršni urednik), Društvu slovenskih pisateljev in Združenju avtorjev Slovenije (član upravnega odbora). V letih 1982/83 pa je bil tudi član Jezikovnega razsodišča. Med drugim je bil tudi prvi predsednik ZAMP (1995-98). Dejavno se vključuje v aktualno socialno-politično dogajanje, o čemer pričajo njegovi podpisi pod različnimi javnimi pobudami, kot sta npr. pobuda Zbor za Ljubljano in Pobuda za pravilno javno označbo zgodovinskih spomenikov v deželi Koroški. Največ prevaja iz ruščine, pa tudi iz hrvaške (Matoš, Sekulić, Raičković, Rakić in Gudelj), in sodobne slovaške proze in poezije. Kot esejist je pisal o sodobni ruski književnosti od simbolizma do postmodernizma (antologije, spremne študije), s sodobno slovensko književnostjo, predvsem prozo mlade generacije, in znanstveno fantastiko, s prevajalsko teorijo in zgodovino in ugankarstvom, poglabljal se je tudi v literarno prakseologijo in leksikografijo. Pripravil je izbore ruske proze, ki so izšli v zbirki Kondor, nekaj knjig znanstvene fantastike, nekaj del Vladimirja Bartola in v antologijo slovenske poezije Sončnice poldneva (skupaj s Petrom Kolškom, 1993). Je tudi urednik zbranih del Mirana Jarca (1-6, 2012-22) in Boža Voduška (1-2, 2017, 2019).

## Nagrade in priznanja
- Sovretova nagrada (1979)
- Župančičeva nagrada (1985)
- nagrada Prešernovega sklada (1991)

## Izbrana bibliografija

### Prevodi
- Andrej Beli, Peterburg (Cankarjeva založba, Ljubljana 1974) (COBISS)
- Glasovi časa: antologija desetih ruskih pesnikov dvajsetega stoletja (Mladinska knjiga, Ljubljana 1978) (COBISS)
- Venedikt Vasiljevič Jerofejev, Moskva – Petuški (Cankarjeva založba, Državna založba Slovenije, Ljubljana 1980)  (COBISS)
- Mihail Mihajlovič Bahtin, Teorija romana: izbrane razprave, (Marksistična teorija kulture in umetnosti) (Cankarjeva založba, Ljubljana 1982) (COBISS)
- Aleksander Skaza (ur.), Ruski formalisti: izbor teoretičnih besedil (Mladinska knjiga, Ljubljana 1984) (COBISS)
- Drago Bajt (ur.), Kako je bil rešen svet: znanstvenofantastična proza slovanskih narodov: [izbor novel] (Tehniška založba Slovenije, Ljubljana 1985) (COBISS)
- Arkadij in Boris Strugacki, Piknik na robu ceste (Пикник на обочине) (1972), (Prešernova družba, Ljubljana 1983), (COBISS)
- Arkadij in Boris Strugacki, Hrošč v mravljišču (Жук в муравейнике) (1979-1980), (Tehniška založba Slovenije, Ljubljana 1986), (COBISS)
- Fjodor Mihajlovič Dostojevski, Srečelovec (Игрок) (1867), (Založništvo slovenske knjige, Ljubljana 1991), (COBISS)
- Mihail Afanasjevič Bulgakov, Škrlatni otok (Celje 1991) (COBISS)
- Aleksej Mihajlovič Remizov, Sestre v križu (Celjska Mohorjeva družba, Celje 2007) (COBISS)
- Jože Pogačnik (ur.), Franc Jakopin (ur.). Sodobni makedonski esej (Mladinska knjiga, Ljubljana 1980) (COBISS)
- Jovan Dučić, Milan Rakić, Aleksa Šantić, Vladislav Petković-Dis, Radoslav Dabo (ur.), Srbski modernisti (Mladinska knjiga, Ljubljana 1981) (COBISS)
- Husein Tahmiščić (ur.), Peti in biti: antologija nove poezije narodov Bosne in Hercegovine 1942-1982. (Cankarjeva založba, Ljubljana 1983) (COBISS)
- Miroslav Antić, Uganka = [Zagonetka]. V: Milarić, Vladimir (ur.). Roža čudotvorna: antologija sodobnega jugoslovanskega pesništva za otroke (1985) (COBISS)
- Sto let slovaške književnosti: antologija (Društvo slovenskih pisateljev, Asociacija društev slovaških pisateljev, Bratislava 2000) (COBISS)

### Zbirateljstvo
- Mihail Bulgakov: kronologija. Gledališki list Slovenskega ljudskega gledališča Celje (urednik, 1991/92) (COBISS)

### Monografije
- Ljudje, zvezde, svetovi, vesolja: eseji o znanstveni fantastiki (1982) (COBISS)
- Mitološki slovarček (1984) (soavtorja Bruno Gričar, Marjan Koren) (COBISS)
- Ruski literarni avantgardizem: futurizem, konstruktivizem, absurdizem (1985) (COBISS)
- Vsevednik (1991, več dopolnjenih izdaj do 2005) (COBISS)
- Pišem, torej sem: priročnik za pisanje (1993) (COBISS)
- Sončnice poldneva (antologija slovenke poezije, s Petrom Kolškom, 1993)
- Slovenska kronika XX. stoletja (1997) (COBISS) (soavtorji Bojan Balkovec, Janez Cvirn; Ervin Dolenc; Marjan Drnovšek idr.)
- V burji besed: ruski eseji (1998) (COBISS)
- Slovenski kdo je kdo (1999) (COBISS)
- Odčitki 1996-2000 (2001) (COBISS)
- Tine Debeljak, prevajalec ruske romantične poezije (separat, 2003/04)
- Slovenski veliki leksikon (2003-2005) (sourednik in soavtor z Marto Kocjan-Barle idr.) (COBISS)
- Zmerjanje Slovencev: publikalije: stolpci in stolpice (2005) (COBISS)
- Kar je Sonce za Luno, to je Rusija za nas: kaj je socialistični realizem (2016)